# Миди-д’Осо
Миди-д’Осо (фр. Pic du Midi d'Ossau, оксит. lo pic de Mieidia d’Aussau) — гора во французских Пиренеях, в департаменте Атлантические Пиренеи (фр. Pyrénées Atlantiques). Гора имеет прозвище «Жан-Пьер» (фр. Jean-Pierre) и характерную зубовидную форму. Благодаря этой форме и относительной изолированности гору можно увидеть с равнин Аквитании. Пик представляет собой кальдеру, окружённую застывшими потоками лавы и осадками вулканического пепла.
Пик Миди-д’Осо находится в ущелье Оссо, в Высоком Беарне, недалеко от перевала Пуртале.
Гора настолько знаменита, что является эмблемой города По, клуба регби «Section Paloise», а также многих предприятий, базирующихся в Беарне.

## История
В мае 1552 г. Франсуа де Фуа, епископ Эра-на-Адуре организовал экспедицию, чтобы попытаться достичь вершины. Подробности этой экспедиции описаны во «Всемирной истории» Жака-Огюста де Ту.
Первым, кто взошёл на пик, был, скорее всего, пастух из Ущелья Аспы, по просьбе Рёбуля и Видаля, географов которые хотели построить наверху башенку для триангуляции. 20 августа 1787 г. Юнкер записывает, что ему удалась наводка на «сигнал пика Миди».
Первое известное восхождение (оставившее письменные следы) было совершено туристом Жеромом Дельфо (фр. Jerôme Delfau) 2-го октября 1797 г., которому помогал Матьё, ещё один аспский пастух, который рассказал Дельфо про восхождение своего коллеги несколькими годами ранее. Два года после прочтения заметок Дельфо граф Арман д’Ангосс (фр. Armand d'Angosse) вместе с четырьмя пастухами совершил сложное, по его словам, восхождение 2 августа 1802 г. 14 числа того же месяца восхождение совершил Анри д’Ожеро (фр. Henri d'Augerot) из деревни Най (фр. Nay), чей отец заведовал кузней и был в конфликте с графом д’Ангосс. Таким образом Анри д’Ожеро пытался унизить графа, рассказав, что восхождение было лёгким.

## Маршруты
Взойти на пик Миди можно несколькими способами, среди которых самый популярный путь проходит через перевал Сюзон с восточной стороны пика.

## Фотогалерея
- Вид на пик из окрестностей озера Бью-Артиг
- Вид на пик из окрестностей озера Женто
- Вид на пик из города По (эспланада на Бульваре Пиренеев)
- Вид с вершины пика Аррью (2495м)
- Вид с вершины пика Шерю